# Traulia pictilis
Traulia pictilis är en insektsart som beskrevs av Carl Stål 1877. Traulia pictilis ingår i släktet Traulia och familjen gräshoppor. Inga underarter finns listade i Catalogue of Life.